# Feniramina
La feniramina è un antistaminico con proprietà anticolinergiche utilizzato nel trattamento di condizioni allergiche come la febbre da fieno o l'orticaria. Il farmaco si caratterizza per gli effetti sedativi relativamente forti, che devono essere tenuti presenti dal medico clinico, ed in ciò ha caratteristiche simili ad altri antistaminici sedativi, quali ad esempio la difenidramina.
In commercio sono disponibili sia formulazioni in combinazione con altri principi attivi che formulazioni contenenti la sola feniramina, spesso in compresse effervescenti.

## Farmacodinamica
Il farmaco esercita un'azione antistaminica grazie alla quale riduce la secrezione nasale, la lacrimazione e la congestione delle mucose.

## Farmacocinetica
Dopo somministrazione orale la feniramina si distribuisce nei tessuti biologici e raggiunge la massima concentrazione plasmatica entro 1-3 ore dalla assunzione. L'emivita plasmatica varia dalle 16 alle 19 ore. Il farmaco è metabolizzato a livello epatico con reazioni di idrossilazione, demetilazione e glucuronazione e l'eliminazione avviene prevalentemente con le urine, soprattutto sotto forma dei suoi metaboliti.

## Tossicità
La DL50 per os nel topo e nel ratto è pari, rispettivamente, a 184,2 e 338,1 mg/kg.

## Usi clinici
Il medicinale viene utilizzato per il trattamento di diverse condizioni allergiche quali la febbre da fieno, la rinite allergica, il prurito su base allergica, le eruzioni cutanee allergiche e l'orticaria.
La feniramina è stata anche utilizzata nella prevenzione e nel trattamento delle patologie di alcune malattie dell'orecchio interno (come ad esempio la malattia di Meniere) e le chinetosi (mal di viaggio).

## Controindicazioni
Il farmaco è controindicato nei soggetti con ipersensibilità nota la principio attivo e nei pazienti affetti da grave insufficienza renale.

## Effetti collaterali ed indesiderati
In corso di trattamento con feniramina si può verificare sonnolenza, astenia, nausea, capogiro e vertigini. Sono state inoltre riportate eruzioni cutanee, secchezza delle fauci, eccitazione, tremori, insonnia e, sia pure raramente e quasi sempre in associazione a dosaggi elevati ed assunzione di alcool, convulsioni. Raramente, come altri antisitaminici, il farmaco può determinare rabdomiolisi.

## Dosi terapeutiche
In genere viene consigliata l'assunzione di 50 mg di feniramina tre volte al giorno. Nel paziente anziano e nei bambini di età superiore a 5 anni è bene dimezzare la dose e verificare la risposta terapeutica.

## Sovradosaggio
In caso di assunzione di quantità eccessive del farmaco i pazienti possono manifestare grave sonnolenza, bradicardia ed obnubilamento del sensorio. Il sovradosaggio aumenta il rischio di crisi di tipo convulsivo. In letteratura sono segnalati rari casi di morte correlati ad assunzione incongrua accidentale e volontaria (suicidio) del farmaco.

## Gravidanza e allattamento
Il farmaco non deve essere somministrato in corso di gravidanza, sia accertata che presunta, e neppure in donne che allattano al seno.

## Stereoisomerismo
La feniramina contiene uno stereocentro e consiste di due enantiomeri. Questo è un racemo, cioè una miscela 1: 1 di ( R ) - e la ( S ) - forma:
| Enantiomeri della feniramina | Enantiomeri della feniramina |
| ---------------------------- | ---------------------------- |
| CAS-Nummer: 56141-72-1       | CAS-Nummer: 23201-92-5       |